# Aragosaurus
Aragosaurus ("ještěr z oblasti Aragonie") byl rod poměrně velkého sauropodního dinosaura, formálně popsaného v roce 1987 z oblasti Galve ve španělské provincii Teruel.

## Popis
Fosilie tohoto mohutného býložravého dinosaura představují neúplnou kostru, objevenou v lokalitě Zabacheras, jejíž stáří bylo odhadnuto na počátek geologického věku berrias (asi před 145 až 140 miliony let), tedy na úplný začátek křídové periody. Podle jiných údajů však žil o trochu později (asi před 130 až 125 miliony let). Mohlo se jednat o zástupce kladu Laurasiformes.

## Rozměry
Aragosaurus byl středně velký až velký sauropod. Jeho délka je odhadována asi na 15 až 18 metrů a hmotnost přibližně na 15 000 až 25 000 kilogramů. Tento sauropod tak byl zřejmě podobně velký, jako příbuzný severoamerický rod Camarasaurus.

### Česká literatura
- Socha, Vladimír (2020). Pravěcí vládci Evropy. Kazda, Brno. ISBN 978-80-88316-75-6.